# Liste der Gemeinden in der Stadtregion Klagenfurt
Die Stadtregion Klagenfurt ist eine österreichische Agglomeration in Kärnten. Die Region besteht aus der Kernzone (Code: SR071) sowie der Außenzone (Code: SR072).

## Geschichte der Klassifikation
Die Abgrenzung der Stadtregionen (Urbanen Zentren) wurde von der Statistik Austria für 1971 bis 2001 alle 10 Jahre vorgenommen. Für den Stichtag 31. Oktober 2013 wurde erstmals nach der von der Statistik Austria für statistische Zwecke entwickelten Urban-Rural-Typologie abgegrenzt, welche die Abgrenzung der Stadtregionen integriert. Die gesamte Information dazu ist auf den Internetseiten der Statistik Austria zu finden.

## Liste der Gemeinden laut Abgrenzung von 2001
Die Einwohnerzahlen in den Listen sind vom 1. Jänner 2024.

### Kernzone Klagenfurt
| Gemeinde                 | slowenisch                | Lage | Ew      | km²    | Ew / km² | Gerichtsbezirk | Region | Typ             | Metadaten         |
| ------------------------ | ------------------------- | ---- | ------- | ------ | -------- | -------------- | ------ | --------------- | ----------------- |
| Klagenfurt am Wörthersee | Celovec ob Vrbskem jezeru |      | 104.866 | 120,12 | 873      | Klagenfurt     |        | Statutar- stadt | Gem.Kennz.: 20101 |
| Ebenthal in Kärnten      | Žrelec                    |      | 8.243   | 54,98  | 150      | Klagenfurt     |        | Markt- gemeinde | Gem.Kennz.: 20402 |
| Köttmannsdorf            | Kotmara vas               |      | 3.155   | 28,16  | 112      | Klagenfurt     |        | Gemeinde        | Gem.Kennz.: 20414 |
| Maria Rain               | Žihpolje                  |      | 2.719   | 25,50  | 107      | Klagenfurt     |        | Gemeinde        | Gem.Kennz.: 20417 |

### Außenzone Klagenfurt
| Gemeinde                     | slowenisch                 | Lage | Ew    | km²   | Ew / km² | Gerichtsbezirk       | Region   | Typ             | Metadaten         |
| ---------------------------- | -------------------------- | ---- | ----- | ----- | -------- | -------------------- | -------- | --------------- | ----------------- |
| Brückl                       | Mostič                     |      | 2.757 | 46,63 | 59       | St. Veit an der Glan |          | Markt- gemeinde | Gem.Kennz.: 20502 |
| Feistritz im Rosental        | Bistrica v Rožu            |      | 2.533 | 71,73 | 35       | Ferlach              | Rosental | Markt- gemeinde | Gem.Kennz.: 20403 |
| Gallizien                    | Galicija                   |      | 1.793 | 46,81 | 38       | Eisenkappel          |          | Gemeinde        | Gem.Kennz.: 20806 |
| Grafenstein                  | Grabštanj                  |      | 3.063 | 50,13 | 61       | Klagenfurt           |          | Markt- gemeinde | Gem.Kennz.: 20409 |
| Keutschach am See            | Hodiše ob jezeru           |      | 2.436 | 28,36 | 86       | Klagenfurt           |          | Gemeinde        | Gem.Kennz.: 20412 |
| Krumpendorf am Wörthersee    | Kriva Vrba                 |      | 3.525 | 11,88 | 297      | Klagenfurt           |          | Gemeinde        | Gem.Kennz.: 20415 |
| Ludmannsdorf                 | Bilčovs                    |      | 1.791 | 26,20 | 68       | Klagenfurt           |          | Gemeinde        | Gem.Kennz.: 20416 |
| Magdalensberg                | Štalenska gora             |      | 3.708 | 42,90 | 86       | Klagenfurt           |          | Gemeinde        | Gem.Kennz.: 20442 |
| Maria Saal                   | Gospa Sveta                |      | 4.006 | 34,82 | 115      | Klagenfurt           |          | Markt- gemeinde | Gem.Kennz.: 20418 |
| Maria Wörth                  | Otok                       |      | 1.648 | 17,40 | 95       | Klagenfurt           |          | Gemeinde        | Gem.Kennz.: 20419 |
| Moosburg                     | Možberk                    |      | 4.594 | 36,76 | 125      | Klagenfurt           |          | Markt- gemeinde | Gem.Kennz.: 20421 |
| Poggersdorf                  | Pokrče                     |      | 3.303 | 30,74 | 107      | Klagenfurt           |          | Gemeinde        | Gem.Kennz.: 20425 |
| Pörtschach am Wörther See    | Poreče ob Vrbskem jezeru   |      | 2.941 | 12,62 | 233      | Klagenfurt           |          | Gemeinde        | Gem.Kennz.: 20424 |
| Sankt Margareten im Rosental | Šmarjeta v Rožu            |      | 1.088 | 43,99 | 25       | Ferlach              | Rosental | Gemeinde        | Gem.Kennz.: 20428 |
| Schiefling am Wörthersee     | Škofiče                    |      | 2.681 | 28,64 | 94       | Klagenfurt           |          | Markt- gemeinde | Gem.Kennz.: 20432 |
| Techelsberg am Wörther See   | Teholica ob Vrbskem jezeru |      | 2.226 | 28,33 | 79       | Klagenfurt           |          | Gemeinde        | Gem.Kennz.: 20435 |